# Lingvist
En lingvist eller språkvetare är en person som ägnar sig åt lingvistik, vilket även kallas språkvetenskap. Ämnet räknas traditionellt till humaniora men modern lingvistik ägnar sig även åt språkliga dimensioner inom psykologi och neurovetenskap.

## Kända lingvister
- Gabdulchaj Achatov
- Noam Chomsky
- Joseph Greenberg
- Morris Halle
- Roman Jakobson
- Vuk Karadžić
- Barbara Partee
- Steven Pinker
- Edward Sapir
- J.R.R. Tolkien
- Max Weinreich